# Stará Huť (Rybník)
Stará Huť (německy Althütten) je zaniklá vesnice na území obce Rybník, v k. ú. Rybník a k. ú. Mostek u Rybníku v okrese Domažlice. Vesnice stála na úpatí Železného vrchu (790 m) asi jeden kilometr od Rybníka při levém břehu Radbuzy. Vesnici protínala silnice z Rybníka do Smolova. Administrativně spadala pod tehdejší, již zaniklou obec Mostek.

## Historie
Zaniklá vesnice získala svůj název po nejstarší známé sklárně Českého lesa. Území získali Švamberkové a povolali do Českého lesa skláře, kteří zde krátce po roce 1560 založili sklářskou huť. Huť se v 70. letech 16. století stala nejspíš předmětem sporu mezi Chody a Švamberky. Průkazné zápisy o huti se vztahují až ke smlouvě o prodeji z roku 1601, kdy huť získal sklář Pavel Schürer, který však huť téhož roku prodal novému majiteli, který ji nechal zpustnout. Při dělení mutěnínských majetků Vidršpergárů v roce 1644 není ve Staré Huti sklářská huť uváděna. Rovněž tereziánský katastr uvádí ve Staré Huti pouze mlýn a pilu. Rozvoj vesnice nastal až v druhé polovině 18. století.
Farností spadala Stará Huť pod farnost Mutěnín, nejbližší farní kostel byl však v obci Rybník. Pošta byla do roku 1851 v Horšovském Týně, od roku 1902 v Hostouni, od roku 1938 v Mutěníně.
Po druhé světové válce postihl vesnici odsun německého obyvatelstva. Po válce došlo k částečnému dosídlení, ale následně v padesátých letech dvacátého století při vytvoření hraničního pásma byla vesnice znovu vysídlena. Území vesnice bylo rozděleno signální stěnou na dvě poloviny, z nichž jedna ležela v zakázaném a druhá v hraničním pásmu. Z obou částí se nedochovalo praktiky nic. Jeden kamenný podstavec křížku z roku 1854 byl v 90. letech 20. století přemístěn k silnici do Rybníka.

## Obyvatelstvo
Při sčítání lidu v roce 1921 zde žilo 396 obyvatel, z toho dva Čechoslováci a 394 obyvatel německé národnosti. K římskokatolické církvi se hlásilo 395 obyvatel a jeden k církvi evangelické.
| Rok            | 1869 | 1880 | 1890 | 1900 | 1910 | 1921 | 1930 | 1950 | 1961 | 1970 | 1980 | 1991 | 2001 | 2011 |
| -------------- | ---- | ---- | ---- | ---- | ---- | ---- | ---- | ---- | ---- | ---- | ---- | ---- | ---- | ---- |
| Počet obyvatel | 295  | 298  | 311  | 297  | 360  | 396  | 435  | —    | —    | —    | —    | —    | —    | —    |
| Počet domů     | 35   | 37   | 37   | 39   | 46   | 47   | 58   | —    | —    | —    | —    | —    | —    | —    |